# Politico Europe
Politico Europe is een wekelijkse krant die bericht over de Europese politiek. De redactie is gevestigd in de Wetstraat te Brussel.
De krant was eigendom van het Amerikaanse Politico en de Duitse mediagroep Axel Springer SE.
Zij kochten in december 2014 de tevens over Europa berichtende krant European Voice, om deze om te dopen tot Politico Europe. In oktober 2021 werd Axel Springer de enige eigenaar.
De eerste editie kwam uit op 23 april 2015.
Voor het lanceringsfeest, dat twee dagen eerder plaatsvond in Brussel, werden onder meer voorzitter van de Europese Raad Donald Tusk, voorzitter van het Europees Parlement Martin Schulz en secretaris-generaal van de NAVO Jens Stoltenberg verwacht.
Op korte tijd groeide de editie uit tot een goed geïnformeerd en invloedrijk kanaal inzake Europese politiek.